# Gia
Gia – amerykański film biograficzny z 1998 roku w reżyserii Michaela Cristofera. Zdjęcia kręcono w Los Angeles i w Nowym Jorku.

## Fabuła
Film opowiada historię jednej z najpopularniejszych w latach 80. modelki Gii Carangi, która do historii przeszła nie jako supergwiazda, ale jako pierwsza znana kobieta, która umarła w USA na AIDS, którym zakaziła się przez swoje uzależnienie od narkotyków. Jednym z wątków jest lesbijski związek modelki.

## Obsada
- Angelina Jolie − Gia Carangi
- Elizabeth Mitchell − Linda
- Eric Michael Cole − T.J.
- Mercedes Ruehl − Kathleen
- Faye Dunaway − Wilhelmina Cooper
- Mila Kunis − Gia w wieku 11 lat
- Scott Cohen − Mike Mansfield
- Joe Basile − Tony
- Louis Giambalvo − Joseph Carangi
- Lombardo Boyar − Hood #2
- Brian Donovan − ćpun na strzelnicy
- John Considine − Bruce Cooper
- Rick Batalla − Phillipe
- Alexander Enberg − Chris von Wagenheim
- Edmund Genest − Francesco

## Nagrody
| nagroda                                 | rok  | typ       | kategoria                                                                                                |
| --------------------------------------- | ---- | --------- | --- |
| Złoty Glob                              | 1999 | wygrana   | Najlepsza aktorka drugoplanowa w serialu, miniserialu lub filmie telewizyjnym – Faye Dunaway             |
| Złoty Glob                              | 1999 | nominacja | Najlepszy miniserial lub film telewizyjny                                                                |
| Złoty Glob                              | 1999 | wygrana   | Najlepsza aktorka w miniserialu lub filmie telewizyjnym – Angelina Jolie                                 |
| Emmy                                    | 1998 | wygrana   | Najlepszy montaż miniserialu lub filmu telewizyjnego kręconego przy użyciu jednej kamery – Eric A. Sears |
| Emmy                                    | 1998 | nominacja | Najlepszy film telewizyjny                                                                               |
| Emmy                                    | 1998 | nominacja | Najlepsza aktorka w miniserialu lub filmie telewizyjnym – Angelina Jolie                                 |
| Emmy                                    | 1998 | nominacja | Najlepsze kostiumy w miniserialu lub filmie telewizyjnym                                                 |
| Emmy                                    | 1998 | nominacja | Najlepszy dobór obsady miniserialu lub filmu telewizyjnego                                               |
| Emmy                                    | 1998 | nominacja | Najlepszy scenariusz miniserialu lub filmu telewizyjnego                                                 |
| Amerykańska Gildia Aktorów Filmowych    | 1999 | wygrana   | Najlepsza aktorka w filmie telewizyjnym lub miniserialu – Angelina Jolie                                 |
| Amerykańska Gildia Kostiumologów        | 1999 | nominacja | Najlepsze kostiumy w filmie telewizyjnym                                                                 |
| Amerykańska Gildia Reżyserów Filmowych  | 1999 | wygrana   | Najlepsze osiągnięcie reżyserskie w filmie telewizyjnym                                                  |
| Amerykańska Gildia Scenarzystów         | 1999 | nominacja | Najlepszy scenariusz oryginalny filmu pełnometrażowego                                                   |
| Amerykańska Gildia Scenografów          | 1999 | nominacja | Najlepsza scenografia w filmie telewizyjnym lub miniserialu                                              |
| Amerykańskie Stowarzyszenie Montażystów | 1999 | wygrana   | Najlepszy montaż dwugodzinnego filmu dla telewizji niekomercyjnej                                        |
| GLAAD Media                             | 1999 | nominacja | Najlepszy film telewizyjny lub miniserial                                                                |
| Złoty Satelita                          | 1999 | wygrana   | Najlepsza aktorka w miniserialu lub filmie telewizyjnym – Angelina Jolie                                 |
| Złoty Satelita                          | 1999 | nominacja | Najlepsza aktorka drugoplanowa w miniserialu lub filmie telewizyjnym – Faye Dunaway                      |
| Złoty Satelita                          | 1999 | nominacja | Najlepszy miniserial lub film telewizyjny                                                                |